# Німецьке Самоа
Німецьке Самоа (нім. Deutsch-Samoa; офіційно Malo Kaisalika / Королівство Самоа (нім. Königreich Samoa; самоан. Malo Kaisalika)) — протекторат Німецької імперії, що існував у 1900—1914 роках. До його складу входили острови Саваї, Уполу, Маноно і Аполіма.

## Історія
Європейським першопрохідцем островів став голландський мандрівник Якоб Роггевен, який висадився на Самоа у 1722 році. Унаслідок цього в 1768 році на архіпелазі побував французький мореплавець Луї де Бугенвіль, який назвав його островами Мореплавців. Аж до 1830-х років, коли на острови почали прибувати англійські місіонери й торговці, контакт із чужоземцями був дуже обмеженим.
Коли Німеччина відкрито почала цікавитись островами, США висловили свої територіальні претензії на архіпелаг. Британія також надіслала свої війська з метою відстоювання своїх інтересів у регіоні. У 1881 році три країни домовились визнати самоанським королем верховного вождя Малієтоа Лаупепу, однак серед місцевих жителів постійно зростало обурення колоніальним утиском. Король Лаупепа у 1885 році вступив до відкритого конфлікту з німцями, які у відповідь стали підтримувати його головного суперника Тамасесе. Скористувавшись фактичним пануванням Німеччини на Самоа та відсутністю єдності серед англійців і американців, німці у 1887 році скинули Лаупепу, відправили його у вигнання, а королем проголосили Тамасесе. Німецький капітан Брандейс, призначений прем'єр-міністром, наклав на всіх самоанців високий податок і, спираючись на німецькі військові кораблі, спробував кривавими репресіями закріпити своє положення на островах. Ці дії привели за собою чергу протестів серед корінних жителів. На чолі невдоволених став вождь Матаафа, який користувався великою популярністю на островах. Після перемоги воїнів Матаафи над військами Тамасесе німецькій владі довелось відкликати Брандейса. Уражений цією невдачею, німецький консул наказав атакувати з моря селища прихильників Матаафи.
Занепокоєні агресивними діями німців уряди Британії і США відправили на острови збройні сили для відстоювання своїх інтересів. Потім послідувала восьмирічна громадянська війна, у якій три держави поставляли зброю та особовий склад, а також проводили навчання військ, самоанських партій, що протистояли одна одній. Всі три країни відправили військові кораблі до Апіа, і велика війна здавалась неминучою, однак 16 березня 1889 року крупний шторм зруйнував і пошкодив кораблі, завершивши військовий конфлікт. У результаті угоди над країною фактично встановився протекторат трьох країн.
Відповідно до Берлінської угоди 1899 року Острови Самоа були розподілені на дві частини (лінія розподілу пройшла по 171° зх. д.): східна група, відома зараз під назвою «Американське Самоа», стала територією США (острови Тітуїла — у 1900-му, Мануа — у 1905-му); західні острови отримали назву «Німецьке Самоа», а Британія припинила претендувати на острови в обмін на повернення Фіджі та деяких інших меланезійських територій.

## Економічний розвиток
За півстоліття виникнення німецького капіталу на островах з'явились німецькі плантації, на яких вирощувались кокоси, какао і гевея. Оскільки у самоанській культурі було відсутнє саме поняття найманої праці, то для роботи на плантаціях ввозили робітників із Китаю.

## Колоніальна адміністрація

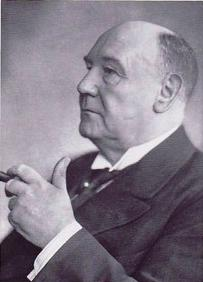
Вільгельм Зольф, німецький губернатор Самоа (1900—1910)

Колоніальний період історії Самоа офіційно почався з підйому прапора Німецької імперії 1 березня 1900 року. Першим німецьким губернатором Самоа став Вільгельм Зольф. Він зумів вмонтувати традиційні самоанські інституції до системи колоніального управління; однак із тими племінними вождями, хто не бажав слідувати німецькій політиці, він не церемонився, повторюючи, що «на Самоа є лише один уряд». За вісім років Зольф зумів зробити колонію самодостатньою: з 1908 року їй вже не були потрібні дотації з Берліна.
У 1910 році Зольфа було переведено до Берліна, де він став секретарем з питань колоній. Новим губернатором Німецького Самоа став Еріх Шульц-Еверт.

## Перша світова війна та її підсумки
Німеччина не мала на Самоа збройних сил за винятком озброєної поліції з місцевих жителів. Якщо говорити про флот, то вся «Австралійська станція», відповідальна за демонстрацію німецького прапора в Південних морях, складалась з однієї канонерки «Гайєр», що на момент початку Першої світової війни перебувала з візитом у голландських водах.
29 серпня 1914 року на островах висадились новозеландські війська, і зайняли їх без усякого спротиву. Окупація продовжувалась до 1920 року. За рішенням Ліги Націй, Нова Зеландія отримала мандат категорії «C» на управління Західним Самоа.
1. ↑  Official Hand-Held stamp, C. 1900
2. ↑  Centre for Samoan Studies; Malama Meleisea, Lagaga short history of Samoa, Chapter 7.
3. ↑  O Le Sulu Samoa, December 12, 1905